# Teresia

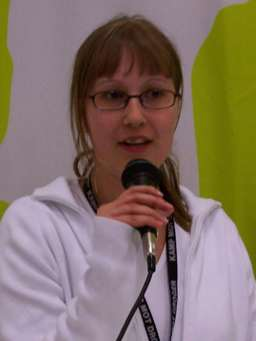
Teresia Pedersen, 2003.

Kvinnonamnet Teresia, eller Theresia är en latinsk variant av Terese.
Betydelsen är oklar. Namnet kan komma av de grekiska orden theran (jaga), theros (sommar, skörd) eller från den grekiska ön Thera. Namnet kom in i den svenska almanackan 1865 för att hedra hertiginnan av Dalarna Teresia av Sachsen-Altenburg.
Både Teresia och Terese har under större delen av 1900-talet varit ganska ovanliga namn.
Bland de yngsta är Terese (eller snarare Therese) just nu det vanligaste, men i början på 1900-talet var det omvänt.
31 december 2005 fanns det totalt 14 145 personer i Sverige med namnet Teresia eller Theresia varav 1 286 med det som tilltalsnamn.
År 2003 fick 155 flickor något av namnen, varav 6 fick det som tilltalsnamn.
Namnsdag: I Sverige 26 april, t.o.m. 1917 dock 27 april. I den finlandssvenska namnsdagslängden har Teresia namnsdag 26 april sedan starten 1929, då en egen namnsdagskalender togs i bruk för finlandssvenskar.

## Personer med namnet Teresia eller Theresia
- Teresia, svensk och norsk prinsessa 1864, maka till prins August
- Maria Teresia, österrikisk kejsarinna
- Maria Teresia av Spanien, fransk drottning
- Maria Theresia Ahlefeldt (1755–1810), tysk-dansk tonsättare
- Theresia Hvorslev (1935–2024), svensk silversmed och formgivare
- Theresia Kiesl (född 1963), österrikisk medeldistanslöpare
- Theresia Mineur (1839–1860), svensk konstnär
- Maria Theresia von Paradis (1759–1824), österrikisk pianist och tonsättare
- Teresia Pedersen (född 1979), svensk förbundsordförande